# Alberta Brianti
Alberta Brianti (ur. 5 kwietnia 1980 w San Secondo Parmense) – włoska tenisistka.

## Kariera tenisowa
W swojej karierze wygrała jeden turniej WTA w grze pojedynczej – Grand Prix de SAR La Princesse Lalla Meryem w Fez, pokonując w finale Simonę Halep. Doszła do finału w Kantonie w 2009 roku. Przegrała w nim z Szachar Pe’er.
Podczas Australian Open 2010 po pokonaniu Varvary Lepchenko w pierwszej rundzie i Sabine Lisicki w drugiej, w trzecim meczu przegrała z Samanthą Stosur.
W grze podwójnej odniosła dwa turniejowe zwycięstwa – w Internazionali Femminili di Tennis w Palermo (w parze z Sarą Errani) oraz w Texas Tennis Open w Dallas (wraz z Soraną Cîrsteą).

## Finały turniejów WTA
| Legenda                     | Legenda |
| --------------------------- | ------- |
| Wielki Szlem                |         |
| Igrzyska olimpijskie        |         |
| WTA Tour Championships      |         |
| 1988 – 2008                 |         |
| Kategoria I                 |         |
| Kategoria II                |         |
| Kategoria III               |         |
| Kategoria IV                |         |
| Kategoria V                 |         |
| 2009 – 2020                 |         |
| WTA Premier Mandatory       |         |
| WTA Premier 5               |         |
| WTA Premier                 |         |
| WTA International Series    |         |
| WTA 125K series (2012–2020) |         |

### Gra pojedyncza 2 (1-1)
| Końcowy wynik | Nr | Data             | Turniej | Nawierzchnia | Przeciwniczka | Wynik finału |
| ------------- | -- | ---------------- | ------- | ------------ | ------------- | ------------ |
| Finalistka    | 1. | 20 września 2009 | Kanton  | Twarda       | Szachar Pe’er | 3:6, 4:6     |
| Zwyciężczyni  | 1. | 24 kwietnia 2011 | Fez     | Ceglana      | Simona Halep  | 6:4, 6:3     |

### Gra podwójna 4 (2-2)
| Końcowy wynik | Nr | Data             | Turniej | Nawierzchnia  | Partnerka        | Przeciwniczki                      | Wynik finału |
| ------------- | -- | ---------------- | ------- | ------------- | ---------------- | ---------------------------------- | ------------ |
| Finalistka    | 1. | 23 września 2007 | Kolkata | Twarda (hala) | Marija Korytcewa | Ałła Kudriawcewa Vania King        | 1:6, 4:6     |
| Zwyciężczyni  | 1. | 17 lipca 2010    | Palermo | Ceglana       | Sara Errani      | Jill Craybas Julia Görges          | 6:4, 6:1     |
| Zwyciężczyni  | 2. | 27 sierpnia 2011 | Dallas  | Twarda        | Sorana Cîrstea   | Alizé Cornet Pauline Parmentier    | 7:5, 6:3     |
| Finalistka    | 2. | 28 lipca 2012    | Baku    | Twarda        | Eva Birnerová    | Iryna Buriaczok Walerija Sołowjowa | 3:6, 2:6     |